# Giovanni Tomasoni
Giovanni Tomasoni (Udine, 7 giugno 1821 – Padova, 12 maggio 1881) è stato un politico italiano, sindaco di Padova e di Villanova di Camposampiero.

## Biografia
Nato a Udine nel 1821, di professione avvocato, si occupava di anagrafi e di censimenti. Patriota, fu assessore al Comune di Padova facente funzioni da sindaco. Inoltre fu nominato sindaco di Villanova di Camposampiero fino alla sua morte avvenuta nel 1881. 
Fu in una stanza presa in affitto nella casa dell'avv. Giovanni Tomasoni in via S. Bernardino 16 (oggi via Zabarella 28-32) a Padova, che nel marzo 1864 il poeta Giacomo Zanella  scrisse la sua più famosa poesia: Sopra una conchiglia fossile nel mio studio. 